# Hans Severin Holten
Johan "Hans" Severin Holten (11. juli 1770 i Helsingør – 30. december 1805 i København) var en dansk zoologisk forfatter, bror til Nicolai Holten.
Han var søn af apoteker i Helsingør (senere kammerråd, toldembedsmand i Næstved og Helsingør) Johannes Holten (1741-1816) og Anna Margrethe født Abildgaard (1747-1826), datter af arkivtegneren Søren Abildgaard. Han fødtes i Helsingør 11. juli 1770 og fik i dåben navnet Johan efter sin fader; men ligesom denne kaldte han sig selv Hans. Under sin opvækst og i sin ungdom var han i huset hos stiftsprovst P.D. Bast, der var gift med hans moster.
Han blev 1788 student fra Nykøbing Skole, studerede zoologi og blev i 1793 lærer i naturvidenskaberne for prins Christian Frederik (Christian VIII) og i 1801 for prins Frederik Ferdinand. Som lærer for Arveprins Frederiks børn boede han på Sorgenfri Slot eller i Lyngby, og i 1804 ledsagede han arveprinsen på en rejse i Tyskland. Han var også bibliotekar for prinsen.
Holtens eneste litterære arbejder er Danmarks og Norges Fauna eller Dyrhistorie, hvoraf dog kun 1. hæfte (pattedyr) udkom (1800), og et systematisk auktionskatalog over Johann Hieronymus Chemnitz' konkyliesamling (1802). 
19. februar 1796 ægtede han i Fredensborg Juliane Marie Wittendorff (27. oktober 1770 - 13. marts 1838), datter af slotskantor P.A. Wittendorff. Han døde i København 30. december 1805.